# Марянув (гміна Ґневошув)
Марянув (пол. Marianów) — село в Польщі, у гміні Ґневошув Козеницького повіту Мазовецького воєводства.
Населення — 71 особа (2011).
У 1975-1998 роках село належало до Радомського воєводства.

## Демографія
Демографічна структура станом на 31 березня 2011 року:
|          | Загалом | Допрацездатний вік | Працездатний вік | Постпрацездатний вік |
| -------- | ------- | ------------------ | ---------------- | -------------------- |
| Чоловіки | 34      | 14                 | 18               | 2                    |
| Жінки    | 37      | 13                 | 15               | 9                    |
| Разом    | 71      | 27                 | 33               | 11                   |